# Movimentos de secessão do Texas

Bandeira do Texas

Movimentos de secessão do Texas (em inglês:  Texas secession movements), também conhecidos como movimento de independência do Texas ou TEXIT (em inglês:  Texas independence movement or TEXIT), referem-se tanto à secessão do Texas durante a Guerra Civil Americana quanto às atividades de organizações modernas que apoiam tais esforços para se separar dos Estados Unidos e tornar-se um Estado soberano independente.
A Constituição dos EUA não aborda especificamente a secessão de Estados, e a questão foi um tema de debate após a Guerra Revolucionária Americana até a Guerra Civil, quando a Suprema Corte decidiu no caso Texas v. White que os Estados estritamente não podem se separar unilateralmente, exceto através de revolução ou o consentimento expresso dos outros Estados.
O Texas era anteriormente chamado de República do Texas, um Estado soberano durante nove anos antes da anexação do Texas aos Estados Unidos. Consequentemente, sua soberania não foi reconhecida pelo México, embora o Texas tenha derrotado as forças mexicanas na Revolução do Texas, e as autoridades do Texas não controlassem de fato todo o seu território reivindicado.
Os esforços modernos de secessão existem no Estado pelo menos desde a década de 1990 e se concentraram primeiro na organização da República do Texas, bem como no Movimento Nacionalista do Texas. Discussões recentes entre representantes do Partido Republicano do Texas renovaram as negociações de secessão após a decisão da Suprema Corte no caso Texas v. Pensilvânia, que se recusou a ouvir o caso sobre as tentativas de anular as eleições presidenciais de 2020 devido à falta de legitimidade.